# RTL TVI

Voormalig logo

RTL TVI is de belangrijkste televisiezender van RTL Belgique die uitzendt voor Franstalig België. RTL TVI bestaat sinds 1987. RTL TVI zond tot 2022 uit met een Luxemburgse uitzendlicentie. Sinds 2022 zendt het kanaal uit met een Franstalig Belgische uitzendlicentie. Het is een commerciële omroep voor de Franse Gemeenschap van België. Het wordt gezien als Franstalig Belgische tegenhanger van VTM.
De afkorting van TVI betekent onafhankelijke televisie, teneinde het verschil te markeren met de openbare omroep RTBF. RTL TVI zendt uit via de kabel, alsmede via Belgacom TV en tot 2023 in Luxemburg via de digitale ether (DVB-T); deze uitzendingen zijn na de overname door DPG Media en Rossel gestopt. Via satelliet wordt RTL TVI ook uitgezonden via TeleSat en TV Vlaanderen.

## Geschiedenis
RTL TVI begon in 1982 met het uitzenden van Luxemburgse programma's voor de provincie Luxemburg in België, onder de naam RTL Television. Op 4 maart 1983 kreeg RTL Television toestemming van CLT, de eigenaar van RTL en de Luxemburgse overheid, om een Belgisch-gericht programma te maken. Er kwam een Belgische versie van het programma JTL.
In september 1987 werd RTL Television omgebouwd tot de volwaardige zender RTL TVI. Vanaf die tijd is deze versie van RTL zich geheel gaan richten op Franstalig België. De tot RTL 9 omgedoopte Franstalige Luxemburgse zender RTL Television richt zich sindsdien op Frankrijk.

## RTL Belgium

Logo van RTL Belgium

RTL-TVI behoort tot de onderneming RTL Belgium, net als de op Franstalig België gerichte RTL Club (films, sport, kinderprogramma's), die in 1995 werd gelanceerd en RTL Plug (jongeren, muziek, series), die in 2003 werd gelanceerd, evenals drie radiozenders (Bel RTL, Contact en Mint), de nieuwswebsite RTL-INFO en de gratis streamingdienst RTL Play.
RTL TVI behoorde voor 66% aan RTL Group en 34% aan de hoofdgroep Belgische Audiopresse. In juni 2021 werd bevestigd dat RTL Belgium zou worden overgenomen door de Belgische mediagroepen DPG Media en Groupe Rossel. de overname is eind maart 2022 geeffectueerd. Op 28 maart 2023 kregen alle zenders van RTL Belgium een andere vormgeving en logo.